# 血幫
血幫（英語：Bloods）是一個以非裔美國人爲主的街頭幫派，成立于加州洛杉磯。該幫派因為與瘸幫敵對而廣為人知。成員可以通過紅色的穿著和特定幫派符號來進行識別（包括特殊的手勢）。
血幫由各種被稱為「分支」（sets）的子團體組成，這些分支之間存在顯著差異，例如顏色、服飾、運作方式和政治理念，甚至可能彼此對立。自該幫派成立以來，它已在美國各地擴展。

## 歷史
血幫最初成立的目的是與瘸幫在洛杉磯的勢力抗衡。這場對立始於1960年代末，當時瘸幫成員雷蒙·華盛頓及其他人襲擊了位於康普頓百年高中的學生西尔维斯特-斯科特（Sylvester Scott）和 本森-欧文斯（Benson Owens）。此事件促使斯科特成立了Piru Street Boys，這也是第一個「血幫」。隨後，歐文斯創立了 West Piru 幫。血幫的初衷是為成員提供對抗瘸幫的保護。當時，許多非瘸幫成員彼此之間習慣稱對方為「blood」。
1972 年 3 月 21 日，在威尔逊-皮克特和柯提斯·梅菲爾德的演唱会结束后不久，20名瘸帮的年轻人在好莱坞歌剧院外袭击并抢劫了小罗伯特-巴鲁（Robert Ballou Jr.）。巴鲁在拒绝交出皮夹克后被殴打致死。媒体对这一犯罪事件的轰动性报道以及瘸帮的持续袭击使他们更加声名狼藉。在此期間，幾個非瘸幫派相繼成立，但大多無法與瘸幫匹敵，並對瘸幫日益加劇的攻擊感到憂慮。Pirus、Black P. Stones (Jungles)、Athens Park Boys 及其他未與瘸幫結盟的幫派經常與瘸幫發生衝突。
1972年6月5日，在巴魯遇害的三個月後，Westside Crip的成員殺害了Fredrick「Lil Country」Garret。這是瘸幫首次對其他幫派成員下手，促使非瘸幫派結盟對抗。1972年8月4日，Brims幫派反擊，殺害了Westside Crip的創始成員Thomas Ellis。到了1972年底，Pirus幫派在其地盤召開會議，討論來自瘸幫日益增長的壓力與威脅。許多因瘸幫而感到受害的幫派決定與Pirus聯合，組成一個新的非瘸幫陣營，這個聯盟最終成為血幫。 因此，Pirus被視為血幫的創始者。
到1978年，血幫已發展出15個分支。然而瘸幫的人數仍然是血幫的三倍。為了展現勢力，血幫變得越來越暴力。1980年代期間，血幫開始在洛杉磯販賣霹靂古柯鹼。隨著販毒活動的擴展，血幫的成員數量激增，並迅速擴展到其他州。這種增長主要是由霹靂古柯鹼交易帶來的巨額利潤所驅動。豐厚的收益使幫派成員能夠遷往其他城市和州，進一步擴大幫派的影響力。

### 血幫的聯合
血幫的「Bloods」是一個通用術語，用於指代西海岸血幫以及United Blood Nation（UBN，也稱為東岸血幫）。這兩個團體在傳統上相互獨立，但都自稱為「Bloods」。UBN於1993年在赖克斯岛的乔治-莫查恩拘留中心（GMDC）成立，目的是為非裔美國幫派成員提供保護，免受當時針對他們的Latin Kings和Ñetas幫派的攻擊。UBN是一個由非裔美國人組成的鬆散的街頭幫派聯盟。當其領導人出獄並回到紐約的社區后保留了Bloods的名稱並開始招募新成員。目前，UBN在美國東部擁有約7,000至15,000名成員，並通過各種犯罪活動獲取收入，包括販賣霹靂古柯鹼及向監獄走私毒品。

## 成員
Bloods 是一個結構鬆散的幫派聯盟，由較小的街頭幫派組成，這些幫派被稱為「分支」（sets），並共享相同的幫派文化。每個分支都有自己的領導，並且通常獨立運作，不受其他分支的直接控制。大多數血幫成員為非裔美國男性，但一些分支也招募女性成員以及來自其他種族和族裔背景的成員。成員年龄從十幾歲到二十幾歲不等，但有些人會在二十多歲甚至三十多歲時就擔任領導職務。
血幫並沒有公認的全國性領袖，但各個分支內部通常有明確的階層式領導結構，並設有不同等級的成員以顯示其在幫派內的地位。每個分支由一名領導者掌控，通常是年長且有較豐富犯罪經歷的成員。這些領導者並非透過選舉產生，而是透過建立並管理幫派的犯罪活動，以自身的暴力、冷酷手段及個人魅力來確立權威。大多數成員被稱為「士兵」（soldiers），年齡通常在16至22歲之間。他們對幫派有極強的忠誠心且極度危險，因為他們願意訴諸暴力來獲得幫派成員的尊重，並對任何「不敬」幫派的人作出激烈反應。「關聯者」（associates）則不是正式成員，但與幫派關係密切，並參與各類犯罪活動。女性成員通常屬於關聯者，並經常被男性成員利用來攜帶武器、藏匿毒品，或從事性交易以為幫派賺取金錢。
幫派招募通常受到新成員所處環境的影響。血幫主要在貧困的非裔美國人社區中積極招募學齡青少年。對許多年輕人而言，加入幫派能帶來歸屬感與保護。此外，幫派也為經濟條件較差的青少年提供了即時的滿足感，這些青少年嚮往幫派的生活，例如金飾、現金和昂貴的運動服裝。 血幫有一個鬆散的等級結構，以一個人參與特定血幫的時間長短為基礎。等級並不代表在血幫中的地位；僅表示對那些在這套系統中時間最長、存活最久的人的尊重。等級較高的人并不比等級較低的人更享有權威地位。
血幫成員通常自稱為CKs(瘸幫殺手Crip Killer的縮寫)、MOBs (血幫一份子Member of Bloods的縮寫)、dawgs或ballers(意指毒販)。薛幫約有15,000到20,000名成員，活躍於美國33個州的123個城市，主要分佈在西海岸，其次是五大湖地區和東南部。根據記錄顯示，美國軍隊中無論是在美國本土還是在海外的基地都存在包括 Bloods 在內的幫派。血幫也在加拿大的蒙特利爾和多倫多活動。

## 鑒別身份

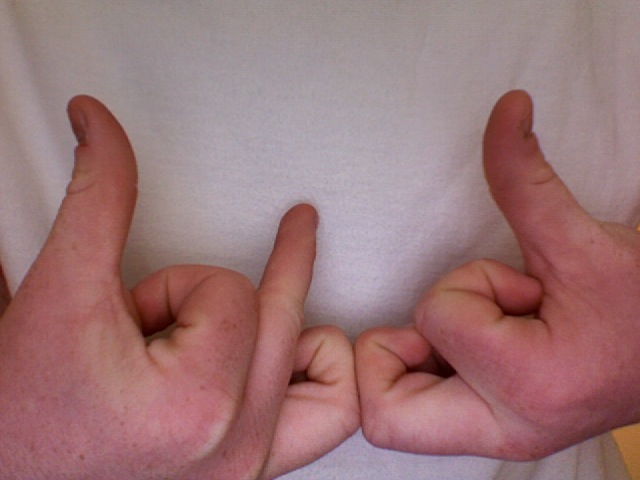
血幫的幫派標志, 模仿單詞"blood"形狀的手勢

血幫成員透過顏色、服裝、符號、紋身、首飾、塗鴉、語言和手勢等各種指標來識別自己。血幫的幫派顏色是紅色。他們喜歡穿運動服，包括能顯示幫派顏色的外套。最常用的血幫標誌包括數字「5」、五角星和五角皇冠。這些符號是為了顯示血幫與People Nation幫派的關係，People Nation是為了保護聯邦和州監獄中的聯盟成員而成立的大型聯盟。這些符號可以在幫派成員所穿的紋身、首飾和衣服以及血幫標記其領地的幫派塗鴉中看到。這些塗鴉可能包括幫派名稱、暱稱、效忠宣言、威脅對手幫派或描述幫派曾參與的犯罪行為。
血幫塗鴉可能包括將敵對幫派的符號（尤其是瘸幫的符號）倒置。這是對敵對幫派及其符號的一種侮辱。血幫成員也有獨特的俚語。他們會使用「Blood」這個詞互相問候，並經常避免使用帶有字母「C」的字眼。血幫也使用手勢溝通。手勢可以是單一的動作，如美國手語字母「B」，也可以是一連串的動作，使用單手或雙手來表達更複雜的短語。UBN或東岸血幫的新成員通常會在右肩上刻上代表狗爪的三個點，這通常是用香煙燒灼而成。其他的UBN標志包括鬥牛犬和公牛。

## 外部連結
- PBS Independent Lens program on South Los Angeles gangs （页面存档备份，存于）
- Original Blood Family - OBF gang （页面存档备份，存于）